# Ahmed Mouhssin
Ahmed Mouhssin (Watermaal-Bosvoorde, 23 augustus 1967) is een Belgisch politicus voor Ecolo.

## Levensloop
Mouhssin is van Marokkaanse afkomst en groeide op in een volksbuurt. Vanaf zijn adolescentie nam hij deel aan acties tegen discriminatie en voor de Palestijnse zaak en hij ging militeren voor de MRAX, een beweging tegen racisme, antisemitisme en xenofobie, en de Belgisch-Palestijnse Vereniging. 
Van 1987 tot 1989 studeerde hij boekhouding aan het EPFC, een school voor sociale promotie in Sint-Joost-ten-Node. Vervolgens vervulde hij zijn legerdienst bij de Medische component van Defensie in Bierset en van 1990 tot 1993 volgde hij een opleiding tot juwelier aan de technische hogeschool Institut des Arts et Métiers in Brussel. Na zijn studies werd hij bediende in een advocatenkantoor.
Voor Ecolo werd Ahmed Mouhssin in oktober 2000 verkozen tot gemeenteraadslid van Sint-Joost-ten-Node. Dit mandaat oefende hij, met een onderbreking tussen oktober 2010 en december 2012, uit tot in december 2020, toen hij ontslag nam om zich ten volle op zijn mandaat van parlementslid te richten..
Van 2004 tot 2009 werkte Mouhssin op het kabinet van Brussels minister Evelyne Huytebroeck, waar hij zich boog over materies als toerisme en sociaal-culturele diversiteit. Bij de Brusselse gewestverkiezingen van juni 2009 werd hij verkozen in het Brussels Hoofdstedelijk Parlement, waar hij lid werd van de commissies Leefmilieu en Economische Zaken. In mei 2014 verloor hij zijn zetel, waarna Mouhssin aan de slag ging bij een Brusselse KMO. In mei 2019 werd hij opnieuw verkozen, waarna hij in het Brussels Parlement lid werd van de commissies Binnenlandse Aangelegenheden en Personen met een Handicap. Ditmaal zetelde Mouhssin er tot aan de verkiezingen van juni 2024. Hierbij werd hij niet herkozen.
Bij de lokale verkiezingen van oktober 2024 voerde Mouhssin de Ecolo-Groen-lijst in Sint-Joost-ten-Node aan en was hij kandidaat-burgemeester in de gemeente. De partij bleef echter in de oppositie en sinds april 2025 zetelt hij opnieuw in de gemeenteraad van Sint-Joost.